# 20760 Chanmatchun
20760 Chanmatchun este un asteroid din centura principală de asteroizi.

## Descriere
20760 Chanmatchun este un asteroid din centura principală de asteroizi. A fost descoperit pe 27 februarie 2000 la Rock Finder de William Kwong Yu Yeung. Asteroidul prezintă o orbită caracterizată de o semiaxă mare de 2,42 ua, o excentricitate de 0,16 și o înclinație de 7,4° în raport cu ecliptica.